# ميخائيل مشاقة
الدكتور ميخائيل مِشاقة (رشميا، 20 مارس 1800 ـ دمشق، 19 يوليو 1888) هو طبيب ورياضياتي وفيلسوف ومؤرخ وموسيقي لبناني، عاش في العصر العثماني.

## مولده وأصله
ولد مشاقة في قرية رشميا في لبنان لأسرة يونانية الأصل ترجع جذورها إلى جزيرة كورفو. حملت الأسرة لقب مشاقة لأن مؤسسها يوسف بتراكي كان يعمل بتجارة لحاء القنب والكتان بمركب له كان يقصد به سواحل الشام ومصر، قبل أن يستقر به المقام في طرابلس ويتزوج من فتاة من قرية أنفة، أنجبت له ابنه جرجس، وهو والد ميخائيل مشاقة. وقد تحول جرجس مشاقة إلى الكاثوليكية ليتسنى له الزواج من زوجته.

## نشأته وتعليمه
نشأ ميخائيل مشاقة في بلدة دير القمر اللبنانية، وفيها تلقى تعليمه. وبعد مرض أقعده خمسة أشهر، قرر ميخائيل دراسة الطب، فدرسه ـ معتمدًا على نفسه ـ من الكتب الطبية العربية والإغريقية؛ إذ كان يتقن اليونانية، كما كان يتعلم من الأطباء الذين كانوا يزورون لبنان.
درس مشاقة أيضًا الموسيقى والمنطق، واستهوته مؤلفات فولتير، كما طالع الكتب الجدلية الكاثوليكية والبروتستانتية، وانتهى به الأمر إلى اعتناق المذهب البروتستانتي ودافع عنه، وكتب في هذا المجال العديد من الدراسات، عبر فيها عن آرائه ومعتقداته.
في سنة 1831، انتقل مشاقة إلى دمشق واشتغل فيها بالطب. وعند بدء حملة إبراهيم باشا على الشام، التحق بها في أثناء محاصرتها عكا، ورافقها عند مجيئها إلى سوريا، وكان يداوي الجنود الجرحى والمرضى من الجيش المصري. وعند انسحاب الحملة من سوريا سنة 1840، سافر معها إلى مصر، ودرس الطب في مستشفى قصر العيني بالقاهرة، ونال منه لقب دكتور عام 1846، ثم عاد إلى دمشق ليمارس مهنة
الطب من جديد، وكان يعالج الناس مجانًا.

## مؤلفاته في الموسيقى
تعمق مشاقة في علوم الموسيقى، وكان يجيد العزف بالعود وغيره من الآلات الوترية، وتميز بإتقانه العزف على العود باليد اليسرى. وقد وضع في الموسيقى العديد من المؤلفات، كان أهمها «الرسالة الشهابية في الصناعة الموسيقية» التي وضعها عام 1866. وهي نظرية موسيقية تبيّن تقسيم الدرجة الموسيقية إلى أرباع الدرجات المتساوية، على غرار السلم الموسيقي الغربي المعدّل Tempered scale. وسماها بالرسالة الشهابية لأنه أهداها إلى الأمير بشير الشهابي. وقد نُشرت هذه الرسالة في كتاب «الموسيقي الشرقي» لكامل الخلعي. كما ناقشها مؤتمر الموسيقى العربية الأول الذي عُقد بالقاهرة سنة 1932.
من المؤلفات الموسيقية الأخرى لمشاقة «رسالة في الألحان الموسيقية».

## مؤلفاته
وضع ميخائيل مشاقة العديد من الكتب في مختلف فروع العلم، ضاع كثير منها. ومن أهم مؤلفاته:
- مشهد العيان في تاريخ سورية ولبنان
- الرسالة الشهابية في الصناعة الموسيقية (1866): وهي أهم مؤلفاته الموسيقية
- التحفة المشاقية في علم الحساب
- رسالة في الألحان الموسيقية
- المعين على حساب الأيام والأشهر والسنين
- كتاب في آثار دمشق
- رسالة في السعد والنحس
- رسالة في مساحة المنحرفات
- رسالة في النسب الهندسية
- منتخبات من الجواب على اقتراح الأحباب، حققه أسد رستم بالتعاون مع صبحي أبو شقرا، ونشرته مديرية الآثار اللبنانية سنة 1955م.[4]

## وفاته
في سنة 1870 أصيب مشاقة بشلل، لكنه استمر بنشاطه إلى أن زادت عليه وطأة المرض، فتوفي في يوليو 1888، ودفن في مقبرة الأسرة في باب شرقي بدمشق.